# Nowi Worobji
Nowi Worobji (ukr. Нові Вороб'ї) – wieś na Ukrainie, w obwodzie żytomierskim, w rejonie korosteńskim, w hromadzie Malin, nad Studeniem. W 2001 roku liczyła 398 mieszkańców.